# Interlokale railverbindingen rondom Den Haag
Interlokale railverbindingen in de regio Den Haag voorzien en hebben voorzien in spoorwegvervoer dat het gat opvult tussen de stadstram en het hoofdspoorwegnet. De regio Den Haag kent een lange geschiedenis van deze tussenvorm van railvervoer: van paardentrams tot aan deeltrajecten van het project Randstadrail.

## Aanloop
Al eeuwenlang was er interlokaal vervoer mogelijk via de trekschuit en postkoets. Vanaf 1829 volgde een omnibusdienst van Den Haag naar Scheveningen. In 1864 startten maar liefst twee paardetramlijnen naar Scheveningen; de eerste tramlijnen in de Benelux. In 1866 gevolgd door de lijn naar Delft; de eerste interlokale tramlijn in de Benelux. Op het traject naar Delft na (ongeveer wat nu de interlokale lijn 1 is), zijn de andere trajecten vroeger of later echte stadstramlijnen geworden, simpel omdat de oprukkende bebouwing van Den Haag tot aan Scheveningen reikt.

## Geschiedenis

### Stoomtramlijnen
De regio Den Haag heeft vijf stoomtramlijnen gekend. Twee gingen er naar Scheveningen: Den Haag Rijnspoorstation – Raamweg – Scheveningen (1879, dit was de eerste stoomtram in de Benelux) en Den Haag HS – Conradkade – Scheveningen (1886-1925) (sinds 1927 is dat tramlijn 11). Er was ook een zijlijn, Conradkade – Anna Paulownastraat (1886-1915). De overige drie lijnen gingen verder de regio in: naar Loosduinen (1882, en in 1883 verder het Westland in), naar Delft (1887, deze verving de paardentram, nu tramlijn 1), en via Voorschoten naar Leiden (aangelegd tussen 1882-1885).

### Elektrische lijnen
- De HTM buitenlijnen (vooral in Leiden de Gele Tram genoemd) kende twee hoofdassen: de lijn naar Delft (I-1) en naar Leiden via Wassenaar (I-2). De Delftse lijn (met een zijtak naar Voorburg) ging in 1923 van start maar kende een lange geschiedenis met paarden- en stoomtractie. De lijn naar Leiden was nieuw aangelegd en ging in 1925 van start.
- Het grote NZH net had vanaf 1924 ook een lijn in de regio Den Haag. Deze Tramlijn Leiden - Voorschoten - Scheveningen (23 kilometer) was in feite een samenvoeging van de stoomtramlijnen van Leiden en naar Scheveningen. De blauwe en gele tram naar Leiden werden in 1961 op dezelfde dag opgeheven. De zijtak Rijswijk-Voorburg (I-3) is nog aanwezig maar niet regulier in gebruik.

## Huidig
- Tramlijn 1 is als enige oude interlokale tramlijn in Nederland overgebleven. Vanaf 1965 is de interlokale lijn naar Delft gaan rijden met stadstrams en met een spanning van 600 volt in plaats van 1200 volt. Hiermee verdween het interlokale trammaterieel maar werd het interlokale karakter behouden.
- Het project Randstadrail bracht weer meer interlokaal vervoer terug. Het knoopt verschillende voorheen al lang bestaande lijnen aan elkaar waardoor het een hybride-systeem is geworden. Lagevloer sneltrams van de HTM maken gebruik van zowel de Haagse semimetrobaan als van het interurban-achtige spoortracé de 'Krakeling' in Zoetermeer plus van enkele lijnen van het Haagse tramnet. Via het interurban-achtige traject van de Hofpleinlijn doen sneltrams van RET met een hoge vloer ook Den Haag aan, hoewel ze niet verder rijden van het Centraal Station.